# FC Barcelona w sezonie 2024/2025
Sezon 2024/25 to 126. sezon w historii klubu FC Barcelona i 94. z rzędu sezon tego klubu w najwyższej klasie hiszpańskiego futbolu. Obejmuje on okres od 1 lipca 2024 do 30 czerwca 2025.

## Przebieg sezonu
Przed sezonem 2024/25 FC Barcelona dokonała kilku zmian w składzie. W ramach nich do zespołu dołączyli Pau Víctor, który przeszedł z klubu Girona za 2,7 mln euro oraz Dani Olmo, który odszedł z RB Lipska za 55 mln euro. Z klubu zaś odeszli: Sergiño Dest do PSV Eindhoven bez kwoty odstępnej, Marcos Alonso oraz Sergi Roberto po wygaśnięciu kontraktów z klubem, Marc Guiu którego pozyskała Chelsea za 6 mln euro, Julián Araujo który zasilił Bournemouth za 10 mln euro, İlkay Gündoğan który powrócił do swojego poprzedniego klubu Manchesteru City bez kwoty odstępnej oraz Mikayil Faye którego pozyskało Stade Rennais za 10,3 mln euro. Klub zgodził się także wypożyczyć także na rok 4 zawodników: Oriola Romeu do Girony, Vitora Roque do Realu Betis, Clémenta Lenglet do Atléticu Madryt oraz Álexa Valle do Celticu. 2 października do klubu na zasadzie wolnego transferu przyszedł Wojciech Szczęsny. W trakcie zimowego okna transferowego, klub sprzedał dwóch piłkarzy: Unai Hernández odszedł do saudyjskiego Al-Ittihad za 4,5 mln euro oraz Vitor Roque, który zasilił brazylijski Palmeiras za 25,5 mln euro. Poza tym Álex Valle odszedł na wyporzyczenie do Como.
Sezon FC Barcelona rozpoczęła od gry w kilku meczach towarzyskich w których zmierzyła się z UE Olot (zwycięstwo 1:0), Manchesterem City (remis 1:1 i wygrana po karnych 4:1), Realem Madryt (wygrana 2:1) oraz A.C. Milanem (remis 2:2 i przegrana po karnych 3:4). Barca zagrała także w corocznym meczu o Trofeu Joan Gamper. Tym razem jej rywalem było AS Monaco, z którym przegrała 0:3.
Sezon ligowy Barcelona rozpoczęła od czterech wygranych w sierpniu, pokonując Valencię 2:1, Athletic Bilbao 2:1, Rayo Vallecano 2:1 oraz Real Valladolid 7:0. Po przerwie reprezentacyjnej, we wrześniu Barcelona wygrała z Gironą 4:1. Pierwsza porażka w sezonie przysła w pierwszej kolejce Ligi Mistrzów, gdzie Barcelona przegrała z AS Monaco 1:2. Trzy dni później Barça odniosła szóste zwycięstwo w lidze, pokonując Villarreal 5:1. Po czym Barcelona pokonała Getafe 1:0. Na koniec września Barcelona poniosła pierwszą porażkę w lidze, przegrywając z Osasuną 2:4. Październik Barcelona rozpoczeła od pokonania Young Boys w drugiej kolejce Ligi Mistrzów 5:0. Pięć dni później Duma Katalonii pokonała Deportivo Alavés 3:0. Po przerwie reprezentacyjnej Barcelona pokonała Sevillę 5:1. W trzeciej kolejce Ligi Mistrzów Barcelona pokonała Bayern Monachium 4:1. Po tym w pierwszym El Clásico w sezonie, Barcelona pokonała Real Madryt 4:0. W pierwszym meczu w listopadzie Duma Katalonii wygrała w derbach Barcelony z Espanyolem 3:1. W czwartej kolejce Ligi Mistrzów Barcelona pokonała Crvenę zvezdę 5:2. W ostatnim meczu przed przerwą reprezentacyjną Barcelona przegrała z Realem Sociedad 0:1. Po przerwie reprezentacyjnej Barcelona zremisowała z Celtą Vigo 2:2. W piątej kolejce Ligi Mistrzów Barcelona pokonała Stade Brest 3:0. Na koniec listopada Barcelona przegrała z Las Palmas 1:2. Na początku grudnia Barcelona pokonała Mallorcę 5:1, po czym zremisowała z Realem Betis 2:2. W szóstej kolejce Ligi Mistrzów Barcelona pokonała Borussię Dortmund 3:2. Cztery dni później Barcelona przegrała z Leganés 0:1. W ostatnim meczu w roku 2024 Barcelona przegrała z drużyną Atlético Madryt 1:2. W pierwszym meczu w 2025 roku, który zarazem był meczem 1/16 finału Pucharu Króla, Barcelona pokonała UD Barbastro 4:0. Po tym Barcelona wystąpiła w rozgrywkach Superpucharu Hiszpanii. W półfinale Barcelona pokonała Athletic Bilbao 2:0, zaś w finale pokonała Real Madryt w drugim El Clásico w sezonie 5:2, zdobywając pierwsze trofeum w tym sezonie, oraz pierwsze trofeum od czerwca 2023 roku. Po tym w meczu 1/8 finału Pucharu Króla Barcelona pokonała Real Betis 5:1. W pierwszym meczu ligowym w nowym roku Barcelona zremisowała z Getafe 1:1. W siódmej kolejce Ligi Mistrzów Barcelona pokonała Benficę 5:4. Po tym Barcelona pokonała Valencię 7:1. W ostatniej kolejce fazy ligowej Ligi Mistrzów Barcelona zremisowała z Atalantą 2:2. Po czym Duma Katalonii pokonała Deportivo Alavés 1:0. W ćwierćfinale Pucharu Króla, Barcelona pokonała Valencię 5:0. Po czym Barcelona pokonała Sevillę 4:1. Tydzień później, Barcelona pokonała Rayo Vallecano 1:0. Zaś 5 dni później, Barcelona pokonała Las Palmas 2:0. W pierwszym meczu w półfinale Pucharu Króla Barcelona zremisowała z Atlético Madryt 4:4. Po czym Duma Katalonii pokonała Real Sociedad 4:0. W pierwszym meczu 1/8 finału Ligi Mistrzów Barcelona pokonała Benficę 1:0, po czym w rewanżu Barcelona wygrała 3:1. Pomiędzy tymi dwoma meczami miał odbyć mecz z Osasuną, jednak został przełożony z powodu śmierci lekarza pierwszej drużyny Carlesa Miñarro Garcii. W ostatnim meczu przed marcową przerwą reprezentacyjną Duma Katalonii pokonała Atlético Madryt 4:2. Po przerwie reprezentacyjnej, Barcelona wygrała mecz zaległy z Osasuną 3:0. Po czym Barcelona wygrała kolejny mecz ligowy, tym razem z Gironą 4:1. W rewanżowym meczu z Atlético Madryt w półfinale Pucharu Króla, Barcelona wygrała 1:0 i awansowała do finału tych rozgrywek po raz pierwszy od 2021 roku. Po tym w lidze Barcelona zremisowała z Realem Betis 1:1. W pierwszym meczu ćwierćfinałowym Ligi Mistrzów Barcelona pokonała Borussię Dortmund 4:0. Po czym w lidze Barcelona pokonała Leganés 1:0. W meczu rewanżowym w ćwierćfinale Ligi Mistrzów Barcelona przegrała z Borussią Dortmund 1:3, ale dzięki przewadze z pierwszego meczu awansowała do półfinału Ligi Mistrzów po raz pierwszy od 2019 roku. Po czym w meczu ligowym Duma Katalonii pokonała Celtę Vigo 4:3. W następnym meczu ligowym Barcelona pokonała Mallorcę 1:0. W finale Pucharu Króla, a zarazem w trzecim El Clásico w sezonie Barcelona pokonała Real Madryt po dogrywce 3:2, zdobywając drugi puchar w tym sezonie. W pierwszym meczu półfinałowym Ligi Mistrzów, Barcelona zremisowała z Interem Mediolan 3:3. A następnie Barcelona pokonała Real Valladolid 2:1. W rewanżu w półfinale Ligi Mistrzów, Barcelona przegrała z Interem Mediolan po dogrywce 3:4 i odpadła z Ligi Mistrzów. Po czym w czwartym El Clásico w sezonie Barcelona pokonała Real Madryt 4:3. W następnym meczu ligowym Barcelona zwyciężyła w derbowym meczu z Espanyolem 2:0 i została po raz 28. mistrzem Hiszpanii. Tym samym klub zdobył drugi krajowy tryplet w historii po sezonie 1952/53, gdy zespół poza ligą i pucharem wygrał także Copa Eva Duarte (poprzednik Superpucharu Hiszpanii). W ostatnich dwóch meczach sezonu, Barcelona przegrała z Villarrealem 2:3 oraz pokonała Athletic Bilbao 3:0.

## Skład
| Nr | Poz. | Piłkarz                         |
| -- | ---- | ------------------------------- |
| 1  | BR   | Marc-André ter Stegen (kapitan) |
| 2  | OB   | Pau Cubarsí                     |
| 3  | OB   | Alejandro Balde                 |
| 4  | OB   | Ronald Araújo (wicekapitan)     |
| 5  | OB   | Iñigo Martínez                  |
| 6  | PO   | Gavi                            |
| 7  | NA   | Ferran Torres                   |
| 8  | PO   | Pedri (5. kapitan)              |
| 9  | NA   | Robert Lewandowski              |
| 10 | NA   | Ansu Fati                       |
| 11 | NA   | Raphinha (4. kapitan)           |
| 13 | BR   | Iñaki Peña                      |

| Nr | Poz. | Piłkarz                      |
| -- | ---- | ---------------------------- |
| 14 | PO   | Pablo Torre                  |
| 15 | OB   | Andreas Christensen          |
| 16 | PO   | Fermín López                 |
| 17 | PO   | Marc Casadó                  |
| 18 | NA   | Pau Víctor                   |
| 19 | NA   | Lamine Yamal                 |
| 20 | PO   | Dani Olmo                    |
| 21 | PO   | Frenkie de Jong (3. kapitan) |
| 23 | OB   | Jules Koundé                 |
| 24 | OB   | Eric García                  |
| 25 | BR   | Wojciech Szczęsny            |

### Zawodnicy powołani ze składu rezerw
| Nr | Poz. | Piłkarz         |
| -- | ---- | --------------- |
| 26 | BR   | Ander Astralaga |
| 28 | PO   | Marc Bernal     |
| 29 | PO   | Aleix Garrido   |
| 30 | PO   | Pau Prim        |
| 31 | BR   | Diego Kochen    |
| 32 | OB   | Héctor Fort     |
| 34 | PO   | Noah Darvich    |
| 35 | OB   | Gerard Martín   |
| 36 | OB   | Sergi Domínguez |

| Nr | Poz. | Piłkarz            |
| -- | ---- | ------------------ |
| 37 | PO   | Quim Junyent       |
| 38 | OB   | Alexis Olmedo      |
| 39 | OB   | Andrés Cuenca      |
| 40 | BR   | Áron Yaakobishvili |
| 41 | PO   | Guille Fernández   |
| 42 | NA   | Toni Fernández     |
| 43 | OB   | Álvaro Cortés      |
| 44 | OB   | Landry Farré       |
| 46 | PO   | Dani Rodríguez     |

## Transfery

### Do klubu
| Nr    | Pozycja | Piłkarz           | Transfer z             | Kwota               | Data                |               |
| Lato  | Lato    | Lato              | Lato                   | Lato                | Lato                | Lato          |
| ----- | ------- | ----------------- | ---------------------- | ------------------- | ------------------- | ------------- |
| 24    | OB      | Eric García       | Girona                 | koniec wypożyczenia | 1 lipca 2024        |               |
| 12    | OB      | Clément Lenglet   | Aston Villa            | koniec wypożyczenia | 1 lipca 2024        |               |
| –     | OB      | Julián Araujo     | Las Palmas             | koniec wypożyczenia | 1 lipca 2024        |               |
| 14    | PO      | Pablo Torre       | Girona                 | koniec wypożyczenia | 1 lipca 2024        |               |
| 10    | NA      | Ansu Fati         | Brighton & Hove Albion | koniec wypożyczenia | 1 lipca 2024        |               |
| 18    | NA      | Pau Víctor        | Girona                 | €2,7 miliona        | 24 lipca 2024       |               |
| 20    | PO      | Dani Olmo         | RB Lipsk               | €55 milionów        | 9 sierpnia 2024     |               |
| 25    | BR      | Wojciech Szczęsny | Emerytowany            | wolny transfer      | 2 października 2024 |               |
| Razem | Razem   | Razem             | Razem                  | €57,7 miliona       | €57,7 miliona       | €57,7 miliona |

1. ↑  Ostatnio grał w Juventusie.

### Z klubu
| Nr    | Pozycja | Piłkarz        | Transfer do     | Kwota               | Data             |               |               |
| Lato  | Lato    | Lato           | Lato            | Lato                | Lato             | Lato          |               |
| ----- | ------- | -------------- | --------------- | ------------------- | ---------------- | ------------- | ------------- |
| –     | OB      | Sergiño Dest   | PSV Eindhoven   | wolny transfer      | 29 czerwca 2024  |               |               |
| 17    | OB      | Marcos Alonso  | Celta Vigo      | koniec kontraktu    | 1 lipca 2024     |               |               |
| 20    | PO      | Sergi Roberto  | Como            | koniec kontraktu    | 1 lipca 2024     |               |               |
| 2     | OB      | João Cancelo   | Manchester City | koniec wypożyczenia | 1 lipca 2024     |               |               |
| 14    | NA      | João Félix     | Atlético Madryt | koniec wypożyczenia | 1 lipca 2024     |               |               |
| 38    | NA      | Marc Guiu      | Chelsea         | €6 milionów         | 1 lipca 2024     |               |               |
| –     | OB      | Julián Araujo  | Bournemouth     | €10 milionów        | 13 sierpnia 2024 |               |               |
| 22    | PO      | İlkay Gündoğan | Manchester City | wolny transfer      | 23 sierpnia 2024 |               |               |
| 33    | OB      | Mikayil Faye   | Rennes          | €10,3 miliona       | 25 sierpnia 2024 |               |               |
| —     | PO      | Unai Hernández | Al-Ittihad      | €4,5 miliona        | 30 stycznia 2025 |               |               |
| —     | NA      | Vitor Roque    | Palmeiras       | €25,5 miliona       | 28 lutego 2025   |               |               |
| Razem | Razem   | Razem          | Razem           | €56,3 miliona       | €56,3 miliona    | €56,3 miliona | €56,3 miliona |

### Wypożyczenia z klubu
| Nr    | Pozycja | Piłkarz         | Wypożyczony do  | Kwota | Data             | Wypożyczony na   |    |
| ----- | ------- | --------------- | --------------- | ----- | ---------------- | ---------------- | -- |
| –     | MF      | Oriol Romeu     | Girona          | Żadna | 5 sierpnia 2024  | Do końca sezonu  |    |
| –     | FW      | Vitor Roque     | Real Betis      | Żadna | 26 sierpnia 2024 | 28 lutego 2025   |    |
| –     | DF      | Clément Lenglet | Atlético Madryt | Żadna | 26 sierpnia 2024 | Do końca sezonu  |    |
| –     | DF      | Álex Valle      | Celtic          | Żadna | 28 sierpnia 2024 | 31 stycznia 2025 |    |
| –     | DF      | Álex Valle      | Como            | Żadna | 1 lutego 2025    | Do końca sezonu  |    |
| Razem | Razem   | Razem           | Razem           | €0    | €0               | €0               | €0 |

## Sztab szkoleniowy

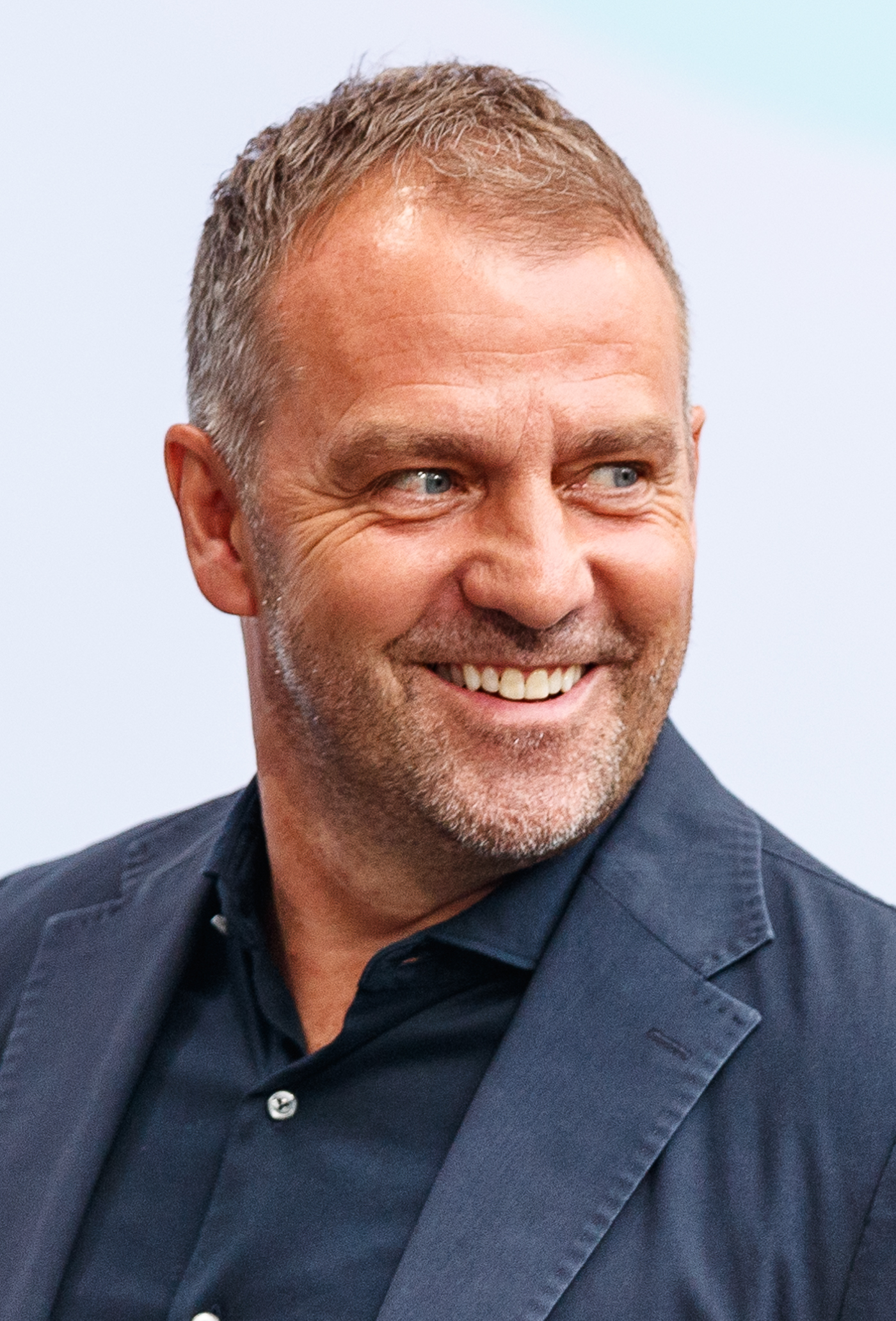
Hansi Flick, trener klubu

| Stanowisko                        | Osoby |
| --------------------------------- | --- |
| Trener                            | Hansi Flick |
| Asystenci trenera                 | Marcus Sorg, Toni Tapalović, Heiko Westermann, Thiago Alcântara (do 15 sierpnia), Arnau Blanco (od 15 sierpnia) |
| Trener bramkarzy                  | José Ramón de la Fuente                                                                                         |
| Trenerzy przygotowania fizycznego | Julio Tous, Pepe Conde, Rafa Maldonado, Germán Fernández                                                        |

## Presezon i mecze towarzyskie
zwycięstwo FC Barcelony
     remis
     zwycięstwo drużyny przeciwnej
| 25 lipca 2024 | FC Barcelona | 1:0   | UE Olot |                                                         |
| 18:00 CET     | Torre 47'    | (0:0) |         | Ciutat Esportiva Joan Gamper, Sant Joan Despí Widzów: 0 |

| Soccer Champions Tour 31 lipca 2024 | FC Barcelona                                | 2:2 k. 4:1    | Manchester City             |                                                                |
| 02:20 CET                           | Víctor 24' · Torre 45+2'                    | (2:1, k. 4:1) | 39' O’Reilly · 60' Grealish | Camping World Stadium, Orlando Widzów: 63 237 Sędzia: Tim Ford |
| 02:20 CET                           | · Lewandowski · Darvich · Balde · Fernández | Rzuty karne   | · Phillips · Wright · Fatah | Camping World Stadium, Orlando Widzów: 63 237 Sędzia: Tim Ford |

| Soccer Champions Tour 4 sierpnia 2024 | Real Madryt | 1:2   | FC Barcelona    |                                                                       |
| 01:00 CET                             | Paz 82'     | (0:1) | 42', 54' Víctor | MetLife Stadium, New Jersey Widzów: 82 154 Sędzia: Armando Villarreal |

| Soccer Champions Tour 7 sierpnia 2024 | FC Barcelona                                                 | 2:2 k. 3:4    | Milan                                                   |                                                                 |
| 01:30 CET                             | Lewandowski 22', 58'                                         | (1:2, k. 3:4) | 10' Jović · 15' Pulisic                                 | M&T Bank Stadium, Baltimore Widzów: 51 337 Sędzia: Victor Rivas |
| 01:30 CET                             | · Koundé · Junyent · Bernal · Fernández · Vitor Roque · Faye | Rzuty karne   | · Bennacer · Calabria · Okafor · Kalulu · Adli · Zeroli | M&T Bank Stadium, Baltimore Widzów: 51 337 Sędzia: Victor Rivas |

| Trofeu Joan Gamper 12 sierpnia 2024 | FC Barcelona | 0:3   | AS Monaco                             |                                                                                       |
| 20:00 CET                           |              | (0:0) | 50' Camara · 57' Embolo · 86' Mawissa | Estadi Olímpic Lluís Companys, Barcelona Widzów: 41 416 Sędzia: Victor García Verdura |

## Turnieje

### Statystyki meczów
| Rozgrywki             | Mecze | Wygrane | Remisy | Przegrane | Bramki strzelone | Bramki stracone |
| --------------------- | ----- | ------- | ------ | --------- | ---------------- | --------------- |
| La Liga               | 38    | 28      | 4      | 6         | 102              | 39              |
| Puchar Króla          | 6     | 5       | 1      | 0         | 22               | 7               |
| Superpuchar Hiszpanii | 2     | 2       | 0      | 0         | 7                | 2               |
| Liga Mistrzów UEFA    | 13    | 9       | 2      | 3         | 43               | 24              |
| Suma                  | 60    | 44      | 7      | 9         | 174              | 72              |

Źródło.

### La Liga

#### Tabela ligowa
| Lp. | Drużyna             | M  | Z  | R  | P | B+ | B– | +/– | Pkt | Kwalifikacja lub spadek          |
| --- | ------------------- | -- | -- | -- | - | -- | -- | --- | --- | -------------------------------- |
| 1   | FC Barcelona (M, P) | 37 | 27 | 4  | 6 | 99 | 39 | +60 | 85  | Liga Mistrzów UEFA • Faza ligowa |
| 2   | Real Madryt         | 37 | 25 | 6  | 6 | 76 | 38 | +38 | 81  | Liga Mistrzów UEFA • Faza ligowa |
| 3   | Atlético Madryt     | 37 | 21 | 10 | 6 | 64 | 30 | +34 | 73  | Liga Mistrzów UEFA • Faza ligowa |
| 4   | Athletic Bilbao     | 37 | 19 | 13 | 5 | 54 | 26 | +28 | 70  | Liga Mistrzów UEFA • Faza ligowa |
| 5   | Villarreal CF       | 37 | 19 | 10 | 8 | 67 | 49 | +18 | 67  | Liga Mistrzów UEFA • Faza ligowa |

1. ↑  Primera División zyskała dodatkowe miejsce w Lidze Mistrzów dzięki zajęciu przez Hiszpanię miejsca jako jedna z dwóch federacji o najwyższym współczynniku punktów w sezonie 2024/25.

#### Mecze
zwycięstwo FC Barcelony
     remis
     zwycięstwo drużyny przeciwnej
| 117 sierpnia 2024 | Valencia CF | 1:2   | FC Barcelona                |                                                                               |
| 21:30 CET         | Duro 44'    | (1:1) | 45+5', 49' (k.) Lewandowski | Estadio Mestalla, Valencia Widzów: 46 673 Sędzia: José María Sánchez Martínez |

| 224 sierpnia 2024 | FC Barcelona                | 2:1   | Athletic Bilbao |                                                                                   |
| 19:00 CET         | Yamal 24' · Lewandowski 75' | (1:1) | 42' (k.) Sancet | Estadi Olímpic Lluís Companys, Barcelona Widzów: 46 448 Sędzia: Jesús Gil Manzano |

| 327 sierpnia 2024 | Rayo Vallecano | 1:2   | FC Barcelona         |                                                                             |
| 21:30 CET         | López 9'       | (1:0) | 60' Pedri · 82' Olmo | Campo de Fútbol de Vallecas, Madryt Widzów: 14 031 Sędzia: César Soto Grado |

| 431 sierpnia 2024 | FC Barcelona                                                                    | 7:0   | Real Valladolid |                                                                                               |
| 17:00 CET         | Raphinha 20', 64', 72' · Lewandowski 24' · Koundé 45+2' · Olmo 82' · Torres 85' | (3:0) |                 | Estadi Olímpic Lluís Companys, Barcelona Widzów: 44 359 Sędzia: Isidro Díaz de Mera Escuderos |

| 515 września 2024 | Girona FC  | 1:4   | FC Barcelona                          |                                                                      |
| 16:15 CET         | Stuani 80' | (0:2) | 30', 37' Yamal · 47' Olmo · 64' Pedri | Estadi Montilivi, Girona Widzów: 13 891 Sędzia: Alejandro Muñiz Ruiz |

| 622 września 2024 | Villarreal CF | 1:5   | FC Barcelona                                         |                                                                                |
| 18:30 CET         | Pérez 38'     | (1:2) | 20', 35' Lewandowski · 58' Torre · 75', 83' Raphinha | Estadio de la Cerámica, Vila-real Widzów: 22 048 Sędzia: Mateo Busquets Ferrer |

| 725 września 2024 | FC Barcelona    | 1:0   | Getafe CF |                                                                                        |
| 21:00 CET         | Lewandowski 19' | (1:0) |           | Estadi Olímpic Lluís Companys, Barcelona Widzów: 44 407 Sędzia: Pablo González Fuertes |

| 828 września 2024 | CA Osasuna                                          | 4:2   | FC Barcelona           |                                                                               |
| 21:00 CET         | Budimir 18', 72' (k.) · Zaragoza 28' · Bretones 85' | (2:0) | 53' Víctor · 89' Yamal | Estadio El Sadar, Pampeluna Widzów: 22 322 Sędzia: Guillermo Cuadra Fernández |

| 96 października 2024 | Deportivo Alavés | 0:3   | FC Barcelona             |                                                                                          |
| 16:15 CET            |                  | (0:3) | 7', 22', 32' Lewandowski | Estadio de Mendizorroza, Vitoria-Gasteiz Widzów: 19 468 Sędzia: Miguel Ángel Ortiz Arias |

| 1020 października 2024 | FC Barcelona                                           | 5:1   | Sevilla FC |                                                                                              |
| 21:00 CET              | Lewandowski 24' (k.), 39' · Pedri 28' · Torre 82', 88' | (3:0) | 87' Idumbo | Estadi Olímpic Lluís Companys, Barcelona Widzów: 47 848 Sędzia: Ricardo de Burgos Bengoetxea |

| 1126 października 2024 | Real Madryt | 0:4   | FC Barcelona                                    |                                                                                      |
| 21:00 CET              |             | (0:0) | 54', 56' Lewandowski · 77' Yamal · 84' Raphinha | Estadio Santiago Bernabéu, Madryt Widzów: 78 192 Sędzia: José María Sánchez Martínez |

| 123 listopada 2024 | FC Barcelona                 | 3:1   | RCD Espanyol |                                                                                           |
| 16:15 CET          | Olmo 12', 31' · Raphinha 23' | (3:0) | 63' Puado    | Estadi Olímpic Lluís Companys, Barcelona Widzów: 48 843 Sędzia: José Luis Munuera Montero |

| 1310 listopada 2024 | Real Sociedad | 1:0   | FC Barcelona |                                                                                 |
| 21:00 CET           | Becker 33'    | (1:0) |              | Estadio Anoeta, San Sebastián Widzów: 36 194 Sędzia: Guillermo Cuadra Fernández |

| 1423 listopada 2024 | Celta Vigo              | 2:2   | FC Barcelona                   |                                                                |
| 21:00 CET           | Alfon 84' · Álvarez 86' | (0:1) | 15' Raphinha · 61' Lewandowski | Estadio Balaídos, Vigo Widzów: 24 573 Sędzia: César Soto Grado |

| 1530 listopada 2024 | FC Barcelona | 1:2   | UD Las Palmas          |                                                                                     |
| 14:00 CET           | Raphinha 61' | (0:0) | 49' Sandro · 67' Silva | Estadi Olímpic Lluís Companys, Barcelona Widzów: 43 921 Sędzia: Adrián Cordero Vega |

| 193 grudnia 2024 | RCD Mallorca | 1:5   | FC Barcelona                                                   |                                                                   |
| 19:00 CET        | Muriqi 43'   | (1:1) | 12' Torres · 56' (k.), 74' Raphinha · 79' De Jong · 84' Víctor | Iberostar Estadio, Palma Widzów: 22 352 Sędzia: Jesús Gil Manzano |

| 167 grudnia 2024 | Real Betis                     | 2:2   | FC Barcelona                 |                                                                                |
| 16:15 CET        | Lo Celso 68' (k.) · Diao 90+4' | (0:1) | 39' Lewandowski · 82' Torres | Estadio Benito Villamarín, Sewilla Widzów: 51 749 Sędzia: Alejandro Muñiz Ruiz |

| 1715 grudnia 2024 | FC Barcelona | 0:1   | CD Leganés  |                                                                                             |
| 21:00 CET         |              | (0:1) | 4' González | Estadi Olímpic Lluís Companys, Barcelona Widzów: 39 523 Sędzia: Alejandro Quintero González |

| 1821 grudnia 2024 | FC Barcelona | 1:2   | Atlético Madryt             |                                                                                              |
| 21:00 CET         | Pedri 30'    | (1:0) | 60' De Paul · 90+6' Sørloth | Estadi Olímpic Lluís Companys, Barcelona Widzów: 46 249 Sędzia: Ricardo de Burgos Bengoetxea |

| 2018 stycznia 2025 | Getafe CF     | 1:1   | FC Barcelona |                                                                              |
| 21:00 CET          | Arambarri 34' | (1:1) | 9' Koundé    | Coliseum Alfonso Pérez, Getafe Widzów: 15 134 Sędzia: Pablo González Fuertes |

| 2126 stycznia 2025 | FC Barcelona                                                                                     | 7:1   | Valencia CF |                                                                                  |
| 21:00 CET          | De Jong 3' · Torres 8' · Raphinha 14' · Fermín 24', 45+4' · Lewandowski 66' · Tárrega 75' (sam.) | (5:0) | 59' Duro    | Estadi Olímpic Lluís Companys, Barcelona Widzów: 45 312 Sędzia: César Soto Grado |

| 222 lutego 2025 | FC Barcelona    | 1:0   | Deportivo Alavés |                                                                                           |
| 14:00 CET       | Lewandowski 61' | (0:0) |                  | Estadi Olímpic Lluís Companys, Barcelona Widzów: 42 900 Sędzia: José Luis Munuera Montero |

| 239 lutego 2025 | Sevilla FC | 1:4   | FC Barcelona                                            |                                                                                             |
| 21:00 CET       | Vargas 8'  | (1:1) | 7' Lewandowski · 46' Fermín · 55' Raphinha · 89' García | Estadio Ramón Sánchez Pizjuán, Sewilla Widzów: 38 592 Sędzia: Alejandro Hernández Hernández |

| 2417 lutego 2025 | FC Barcelona         | 1:0   | Rayo Vallecano |                                                                                    |
| 21:00 CET        | 28' (k.) Lewandowski | (1:0) |                | Estadi Olímpic Lluís Companys, Barcelona Widzów: 45 296 Sędzia: Mario Melero López |

| 2522 lutego 2025 | UD Las Palmas | 0:2   | FC Barcelona            |                                                                                             |
| 21:00 CET        |               | (0:0) | 62' Olmo · 90+5' Torres | Estadio Gran Canaria, Las Palmas de Gran Canaria Widzów: 30 746 Sędzia: Adrián Cordero Vega |

| 261 marca 2025 | FC Barcelona                                           | 4:0   | Real Sociedad |                                                                                             |
| 18:30 CET      | Martín 25' · Casadó 29' · Araújo 56' · Lewandowski 60' | (2:0) |               | Estadi Olímpic Lluís Companys, Barcelona Widzów: 46 324 Sędzia: Alejandro Quintero González |

| 2816 marca 2025 | Atlético Madryt           | 2:4   | FC Barcelona                                      |                                                                                   |
| 21:00 CET       | Alvarez 45' · Sørloth 70' | (1:0) | 72' Lewandowski · 78', 90+8' Torres · 90+2' Yamal | Estadio Metropolitano, Madryt Widzów: 67 602 Sędzia: Ricardo de Burgos Bengoetxea |

| 2727 marca 2025 | FC Barcelona                                 | 3:0   | CA Osasuna |                                                                                       |
| 21:00 CET       | Torres 11' · Olmo 21' (k.) · Lewandowski 77' | (2:0) |            | Estadi Olímpic Lluís Companys, Barcelona Widzów: 42 319 Sędzia: Mateo Busquets Ferrer |

| 2930 marca 2025 | FC Barcelona                                          | 4:1   | Girona FC   |                                                                                          |
| 16:15 CET       | Krejčí 43' (sam.) · Lewandowski 61', 77' · Torres 86' | (1:0) | 53' Danjuma | Estadi Olímpic Lluís Companys, Barcelona Widzów: 48 258 Sędzia: Juan Luis Pulido Santana |

| 305 kwietnia 2025 | FC Barcelona | 1:1   | Real Betis |                                                                                   |
| 21:00 CET         | Gavi 7'      | (1:1) | 17' Natan  | Estadi Olímpic Lluís Companys, Barcelona Widzów: 47 043 Sędzia: Jesús Gil Manzano |

| 3112 kwietnia 2025 | CD Leganés | 0:1   | FC Barcelona     |                                                                                              |
| 21:00 CET          |            | (0:0) | 48' (sam.) Sáenz | Estadio Municipal de Butarque, Leganés Widzów: 12 530 Sędzia: Francisco José Hernández Maeso |

| 3219 kwietnia 2025 | FC Barcelona                                     | 4:3   | Celta Vigo             |                                                                                    |
| 16:15 CET          | 12' Torres · 64' Olmo · 68', 90+8' (k.) Raphinha | (1:1) | 15', 52', 62' Iglesias | Estadi Olímpic Lluís Companys, Barcelona Widzów: 48 569 Sędzia: Mario Melero López |

| 3322 kwietnia 2025 | FC Barcelona | 1:0   | RCD Mallorca |                                                                                          |
| 21:30 CET          | Olmo 46'     | (0:0) |              | Estadi Olímpic Lluís Companys, Barcelona Widzów: 45 602 Sędzia: Miguel Ángel Ortiz Arias |

| 344 maja 2025 | Real Valladolid | 1:2   | FC Barcelona              |                                                                               |
| 14:00 CET     | Sánchez 6'      | (1:0) | 54' Raphinha · 60' Fermín | Estadio José Zorrilla, Valladolid Widzów: 23 967 Sędzia: Alejandro Muñiz Ruiz |

| 3511 maja 2025 | FC Barcelona                               | 4:3   | Real Madryt              |                                                                                               |
| 16:15 CET      | García 19' · Yamal 32' · Raphinha 34', 45' | (4:2) | 5' (k.), 14', 70' Mbappé | Estadi Olímpic Lluís Companys, Barcelona Widzów: 50 319 Sędzia: Alejandro Hernández Hernández |

| 3615 maja 2025 | RCD Espanyol | 0:2   | FC Barcelona             |                                                                 |
| 21:30 CET      |              | (0:0) | 53' Yamal · 90+5' Fermín | RCDE Stadium, Barcelona Widzów: 34 283 Sędzia: César Soto Grado |

| 3718 maja 2025 | FC Barcelona             | 2:3   | Villarreal CF                          |                                                                                           |
| 19:00 CET      | Yamal 38' · Fermín 45+5' | (2:1) | 4' Pérez · 50' Comesaña · 80' Buchanan | Estadi Olímpic Lluís Companys, Barcelona Widzów: 49 558 Sędzia: José Luis Munuera Montero |

| 3825 maja 2025 | Athletic Bilbao | 0:3   | FC Barcelona                           |                                                                 |
| 21:00 CET      |                 | (0:2) | 14', 17' Lewandowski · 90+4' (k.) Olmo | San Mamés, Bilbao Widzów: 50 231 Sędzia: Pablo González Fuertes |

### Puchar Króla
| 1/16 finału 4 stycznia 2025 | UD Barbastro | 0:4   | FC Barcelona                                  |                                                                                      |
| 19:00 CET                   |              | (0:2) | 21' García · 31', 47' Lewandowski · 56' Torre | Municipal de Deportes, Barbastro Widzów: 5 500 Sędzia: Isidro Díaz de Mera Escuderos |

| 1/8 finału 15 stycznia 2025 | FC Barcelona                                                 | 5:1   | Real Betis     |                                                                                             |
| 21:00 CET                   | Gavi 3' · Koundé 27' · Raphinha 58' · Torres 67' · Yamal 75' | (2:0) | 84' (k.) Roque | Estadi Olímpic Lluís Companys, Barcelona Widzów: 46 019 Sędzia: José María Sánchez Martínez |

| Ćwierćfinały 6 lutego 2025 | Valencia CF | 0:5   | FC Barcelona                                 |                                                                            |
| 21:30 CET                  |             | (0:4) | 3', 17', 30' Torres · 23' Fermín · 59' Yamal | Estadio Mestalla, Walencja Widzów: 46 806 Sędzia: Miguel Ángel Ortiz Arias |

| Połfinały Pierwszy mecz 25 lutego 2025 | FC Barcelona                                             | 4:4   | Atlético Madryt                                          |                                                                                               |
| 21:30 CET                              | Pedri 19' · Cubarsí 21' · Martínez 41' · Lewandowski 74' | (3:2) | 1' Alvarez · 6' Griezmann · 84' Llorente · 90+3' Sørloth | Estadi Olímpic Lluís Companys, Barcelona Widzów: 40 915 Sędzia: Alejandro Hernández Hernández |

| Połfinały Rewanż 2 kwietnia 2025 | Atlético Madryt | 0:1   | FC Barcelona |                                                                                |
| 21:30 CET                        |                 | (0:1) | 27' Torres   | Estadio Metropolitano, Madryt Widzów: 69 014 Sędzia: José Luis Munuera Montero |

| Finał 26 kwietnia 2025 | FC Barcelona                         | 3:2 (pd.)       | Real Madryt                 |                                                                                 |
| 22:00 CET              | Pedri 28' · Torres 84' · Koundé 116' | (1:0, 2:2, 2:2) | 70' Mbappé · 77' Tchouaméni | Estadio La Cartuja, Sewilla Widzów: 55 579 Sędzia: Ricardo de Burgos Bengoetxea |

### Superpuchar Hiszpanii
| Półfinały 8 stycznia 2025 | Athletic Bilbao | 0:2   | FC Barcelona         |                                                                                   |
| 20:00 CET                 |                 | (0:1) | 17' Gavi · 52' Yamal | King Abdullah Sports City, Dżudda Widzów: 42 000 Sędzia: Miguel Ángel Ortiz Arias |

| Finał 12 stycznia 2025 | Real Madryt             | 2:5   | FC Barcelona                                                        |                                                                            |
| 20:00 CET              | Mbappé 5' · Rodrygo 60' | (1:4) | 22' Yamal · 36' (k.) Lewandowski · 39', 48' Raphinha · 45+10' Balde | King Abdullah Sports City, Dżudda Widzów: 62 345 Sędzia: Jesús Gil Manzano |

### Liga Mistrzów UEFA

#### Faza ligowa
| Lp. | Drużyna         | M | Z | R | P | B+ | B– | +/– | Pkt | Kwalifikacja |
| --- | --------------- | - | - | - | - | -- | -- | --- | --- | ------------ |
| 1   | Liverpool       | 8 | 7 | 0 | 1 | 17 | 5  | +12 | 21  | 1/8 finału   |
| 2   | FC Barcelona    | 8 | 6 | 1 | 1 | 28 | 13 | +15 | 19  | 1/8 finału   |
| 3   | Arsenal         | 8 | 6 | 1 | 1 | 16 | 3  | +13 | 19  | 1/8 finału   |
| 4   | Inter Mediolan  | 8 | 6 | 1 | 1 | 11 | 1  | +10 | 19  | 1/8 finału   |
| 5   | Atlético Madryt | 8 | 6 | 0 | 2 | 20 | 12 | +8  | 18  | 1/8 finału   |

| 119 września 2024 | AS Monaco                      | 2:1   | FC Barcelona |                                                    |
| 21:00 CET         | Akliouche 16' · Ilenikhena 71' | (1:1) | 28' Yamal    | Stadion Ludwika II, Monako Sędzia: Allard Lindhout |

| 21 października 2024 | FC Barcelona                                                          | 5:0   | BSC Young Boys |                                                                                 |
| 21:00 CET            | Lewandowski 8', 51' · Raphinha 34' · Martínez 37' · Camara 81' (sam.) | (3:0) |                | Estadi Olímpic Lluís Companys, Barcelona Widzów: 45 097 Sędzia: Erik Lambrechts |

| 323 października 2024 | FC Barcelona                            | 4:1   | Bayern Monachium |                                                                               |
| 21:00 CET             | Raphinha 1', 45', 56' · Lewandowski 36' | (3:1) | 18' Kane         | Estadi Olímpic Lluís Companys, Barcelona Widzów: 50 312 Sędzia: Slavko Vinčić |

| 46 listopada 2024 | FK Crvena zvezda       | 2:5   | FC Barcelona                                                   |                                                                   |
| 21:00 CET         | Silas 27' · Milson 84' | (1:2) | 13' Martínez · 43', 53' Lewandowski · 55' Raphinha · 76' López | Stadion Crvena zvezda, Belgrad Widzów: 48 886 Sędzia: Espen Eskås |

| 526 listopada 2024 | FC Barcelona                           | 3:0   | Brest |                                                                              |
| 21:00 CET          | Lewandowski 10' (k.), 90+2' · Olmo 66' | (1:0) |       | Estadi Olímpic Lluís Companys, Barcelona Widzów: 46 317 Sędzia: Irfan Peljto |

| 611 grudnia 2024 | Borussia Dortmund      | 2:3   | FC Barcelona                   |                                                                      |
| 21:00 CET        | Guirrasy 60' (k.), 78' | (0:0) | 53' Raphinha · 75', 85' Torres | Signal Iduna Park, Dortmund Widzów: 81 365 Sędzia: François Letexier |

| 721 stycznia 2025 | SL Benfica                                     | 4:5   | FC Barcelona                                                      |                                                               |
| 21:00 CET         | Pavlidis 2', 22', 30' (k.) · Araújo 68' (sam.) | (3:1) | 13' (k.), 78' (k.) Lewandowski · 64', 90+6' Raphinha · 86' García | Estádio da Luz, Lizbona Widzów: 63 225 Sędzia: Danny Makkelie |

| 829 stycznia 2025 | FC Barcelona           | 2:2   | Atalanta                  |                                                                                |
| 21:00 CET         | Yamal 47' · Araújo 72' | (0:0) | 67' Éderson · 79' Pašalić | Estadi Olímpic Lluís Companys, Barcelona Widzów: 42 278 Sędzia: Michael Oliver |

#### Faza pucharowa
| 1/8 finału Pierwszy mecz 5 marca 2025 | SL Benfica | 0:1   | FC Barcelona |                                                             |
| 21:00 CET                             |            | (0:0) | 61' Raphinha | Estádio da Luz, Lizbona Widzów: 62 437 Sędzia: Felix Zwayer |

| 1/8 finału Rewanż 11 marca 2025 | FC Barcelona                  | 3:1   | SL Benfica   |                                                                                   |
| 18:45 CET                       | Raphinha 11', 42' · Yamal 27' | (3:1) | 13' Otamendi | Estadi Olímpic Lluís Companys, Barcelona Widzów: 47 111 Sędzia: François Letexier |

| Ćwierćfinały Pierwszy mecz 9 kwietnia 2025 | FC Barcelona                                    | 4:0   | Borussia Dortmund |                                                                             |
| 21:00 CEST                                 | Raphinha 25' · Lewandowski 48', 66' · Yamal 77' | (1:0) |                   | Estadi Olímpic Lluís Companys, Barcelona Widzów: 49 760 Sędzia: Espen Eskås |

| Ćwierćfinały Rewanż 15 kwietnia 2025 | Borussia Dortmund           | 3:1   | FC Barcelona          |                                                                     |
| 21:00 CEST                           | Guirassy 11' (k.), 49', 76' | (1:0) | 54' (sam.) Bensebaini | Signal Iduna Park, Dortmund Widzów: 81 365 Sędzia: Maurizio Mariani |

| Półfinały Pierwszy mecz 30 kwietnia 2025 | FC Barcelona                               | 3:3   | Inter Mediolan                |                                                                                |
| 21:00 CEST                               | Yamal 24' · Torres 38' · Sommer 65' (sam.) | (2:2) | 1' Thuram · 21', 64' Dumfries | Estadi Olímpic Lluís Companys, Barcelona Widzów: 50 314 Sędzia: Clément Turpin |

| Półfinały Rewanż 6 maja 2025 | Inter Mediolan                                                        | 4:3 (pd.)       | FC Barcelona                         |                                                            |
| 21:00 CEST                   | L. Martínez 21' · Çalhanoğlu 45+1' (k.) · Acerbi 90+3' · Frattesi 99' | (2:0, 3:3, 4:3) | 54' García · 60' Olmo · 87' Raphinha | San Siro, Mediolan Widzów: 75 504 Sędzia: Szymon Marciniak |

## Statystyki piłkarzy

### Najlepsi strzelcy
| Miejsce                           | Nr.                               | Poz.                              | Nar.                              | Zawodnik                          | La Liga | Puchar Króla | Superpuchar Hiszpanii | Liga Mistrzów | Razem |
| --------------------------------- | --------------------------------- | --------------------------------- | --------------------------------- | --------------------------------- | ------- | ------------ | --------------------- | ------------- | ----- |
| 1                                 | 9                                 | NA                                | Polska                            | Robert Lewandowski                | 27      | 3            | 1                     | 11            | 42    |
| 2                                 | 11                                | NA                                | Brazylia                          | Raphinha                          | 18      | 1            | 2                     | 13            | 34    |
| 3                                 | 7                                 | NA                                | Hiszpania                         | Ferran Torres                     | 10      | 6            | –                     | 3             | 19    |
| 4                                 | 19                                | NA                                | Hiszpania                         | Lamine Yamal                      | 9       | 2            | 2                     | 5             | 18    |
| 5                                 | 20                                | PO                                | Hiszpania                         | Dani Olmo                         | 10      | –            | –                     | 2             | 12    |
| 6                                 | 16                                | PO                                | Hiszpania                         | Fermín López                      | 6       | 1            | –                     | 1             | 8     |
| 7                                 | 8                                 | PO                                | Hiszpania                         | Pedri                             | 4       | 2            | –                     | –             | 6     |
| 8                                 | 24                                | OB                                | Hiszpania                         | Eric García                       | 2       | 1            | –                     | 2             | 5     |
| 9                                 | 14                                | PO                                | Hiszpania                         | Pablo Torre                       | 3       | 1            | –                     | –             | 4     |
| 9                                 | 23                                | OB                                | Francja                           | Jules Koundé                      | 2       | 2            | –                     | –             | 4     |
| 11                                | 5                                 | OB                                | Hiszpania                         | Iñigo Martínez                    | –       | 1            | –                     | 2             | 3     |
| 11                                | 6                                 | PO                                | Hiszpania                         | Gavi                              | 1       | 1            | 1                     | –             | 3     |
| 13                                | 18                                | NA                                | Hiszpania                         | Pau Víctor                        | 2       | –            | –                     | –             | 2     |
| 13                                | 21                                | PO                                | Holandia                          | Frenkie de Jong                   | 2       | –            | –                     | –             | 2     |
| 13                                | 4                                 | OB                                | Urugwaj                           | Ronald Araújo                     | 1       | –            | –                     | 1             | 2     |
| 16                                | 3                                 | OB                                | Hiszpania                         | Alejandro Balde                   | –       | –            | 1                     | –             | 1     |
| 16                                | 2                                 | OB                                | Hiszpania                         | Pau Cubarsí                       | –       | 1            | –                     | –             | 1     |
| 16                                | 17                                | PO                                | Hiszpania                         | Marc Casadó                       | 1       | –            | –                     | –             | 1     |
| 16                                | 35                                | OB                                | Hiszpania                         | Gerard Martín                     | 1       | –            | –                     | –             | 1     |
| Gole samobójcze (od przeciwników) | Gole samobójcze (od przeciwników) | Gole samobójcze (od przeciwników) | Gole samobójcze (od przeciwników) | Gole samobójcze (od przeciwników) | 3       | –            | –                     | 3             | 6     |
| Razem                             | Razem                             | Razem                             | Razem                             | Razem                             | 102     | 22           | 7                     | 43            | 174   |

### Najlepsi asystujący
| Miejsce | Nr.   | Poz.  | Nar.      | Zawodnik           | La Liga | Puchar Króla | Superpuchar Hiszpanii | Liga Mistrzów | Razem |
| ------- | ----- | ----- | --------- | ------------------ | ------- | ------------ | --------------------- | ------------- | ----- |
| 1       | 11    | NA    | Brazylia  | Raphinha           | 9       | 4            | 1                     | 8             | 22    |
| 2       | 19    | NA    | Hiszpania | Lamine Yamal       | 13      | 5            | –                     | 3             | 21    |
| 3       | 16    | PO    | Hiszpania | Fermín López       | 5       | 1            | –                     | 3             | 9     |
| 4       | 23    | OB    | Francja   | Jules Koundé       | 3       | 1            | 1                     | 3             | 8     |
| 4       | 3     | OB    | Hiszpania | Alejandro Balde    | 4       | 1            | 1                     | 2             | 8     |
| 6       | 8     | PO    | Hiszpania | Pedri              | 5       | 1            | –                     | 2             | 8     |
| 7       | 7     | NA    | Hiszpania | Ferran Torres      | 6       | –            | –                     | 1             | 7     |
| 8       | 17    | PO    | Hiszpania | Marc Casadó        | 3       | –            | 1                     | 2             | 6     |
| 8       | 35    | OB    | Hiszpania | Gerard Martín      | 3       | –            | –                     | 3             | 6     |
| 8       | 20    | PO    | Hiszpania | Dani Olmo          | 3       | 2            | –                     | 1             | 6     |
| 11      | 5     | OB    | Hiszpania | Iñigo Martínez     | 4       | –            | –                     | 1             | 5     |
| 12      | 2     | OB    | Hiszpania | Pau Cubarsí        | 3       | –            | –                     | 1             | 4     |
| 13      | 14    | PO    | Hiszpania | Pablo Torre        | 1       | 2            | –                     | –             | 3     |
| 13      | 9     | NA    | Polska    | Robert Lewandowski | 2       | –            | 1                     | –             | 3     |
| 13      | 21    | PO    | Holandia  | Frenkie de Jong    | 2       | 1            | –                     | –             | 3     |
| 13      | 24    | OB    | Hiszpania | Eric García        | 3       | –            | –                     | –             | 3     |
| 17      | 6     | PO    | Hiszpania | Gavi               | 1       | –            | 1                     | –             | 2     |
| 17      | 4     | OB    | Urugwaj   | Ronald Araújo      | 1       | 1            | –                     | –             | 2     |
| 19      | 18    | NA    | Hiszpania | Pau Víctor         | 1       | –            | –                     | –             | 1     |
| Razem   | Razem | Razem | Razem     | Razem              | 72      | 19           | 6                     | 30            | 127   |